# Шевчук, Олег Борисович
Олег Борисович Шевчук (укр. Олег Борисович Шевчук; род. 2 января 1968, Киев) — украинский предприниматель, общественный и политический деятель. Заместитель председателя совета Федерации работодателей Украины, президент Конфедерации работодателей Украины, Народный депутат Украины 3,6,7 созывов.

## Образование
В 1987 году с отличием окончил Киевский техникум радиоприборостроения, в 1994 году получил диплом Киевского государственного университета им. Т. Шевченко по специальности радиофизик.
20 октября 2000 года защитил кандидатскую диссертацию на тему «Управление рисками инвестиционных проектов».
2004—2006 годы — докторант Института экономики и прогнозирования НАН Украины, направление работы «Экономическая сущность становления информационного общества».

## Карьера
В 1988—1989 годах — служба в армии (подразделение связи).
С 1990 по 1996 год — занимался предпринимательской деятельностью в различных сферах экономики, основатель и Председатель Правления группы компаний «Обрий».
В 1996—1998 годах — заместитель Председателя Правления Укртелекома.
С 1996 года активно начинает заниматься развитием движения работодателей. С 1997 по 1998 год — Генеральный секретарь Украинской ассоциации производителей ферросплавов. В 1997—2004 годах — вице-президент УСПП. В 1998 году создаёт общественное объединение участников рынка телекоммуникаций «Телеком-клуб».
С марта 1998 по февраль 2000 года — народный депутат Украины 3 созыва, первый заместитель председателя Комитета ВР Украины по вопросам строительства, транспорта и связи.
С 1999 по 2001 год — возглавлял Государственный комитет связи и информатизации Украины.
2001—2007 годы — возвращается к бизнесу и общественной активности, сфера интересов — рынок ИКТ. Создаёт и возглавляет общественную исследовательскую организацию «Институт информационного общества», которая занимается актуализацией проблемы развития информационного общества, электронного управления и цифровой демократии.
В 2001 году создаёт и возглавляет одну из первых на Украине отраслевых роботодавчих организаций — Всеукраинское объединение работодателей в области телекоммуникаций и информационных технологий.
С октября 2007 по 2012 год — народный депутат Украины 6 созыва, первый заместитель председателя Комитета ВР Украины по вопросам социальной политики и труда, автор более 40 законопроектов.
С 2012 года — Президент Конфедерации работодателей Украины. С 2013 года — заместитель Председателя Совета Федерации работодателей Украины.
С марта 2014 года — народный депутат Украины 7 созыва, член Комитета ВР Украины по вопросам транспорта и связи.
С апреля 2015 года — Председатель Правления Фонда социального страхования Украины.
Автор и соавтор многих научных трудов и публикаций. В частности книг: «E-Ukraine. Информационное общество в Украине: быть или не быть» (2001), «Электронное правительство» (2001), «Зелёная Украина» (2002), «Судный век: Информатизация, глобализация, терроризм и ближайшее будущее человечества» и др.

## Семья
Имеет двух сыновей — Антона и Олега.

## Политическая и парламентская деятельность
С 1990 года — участвует в политике, избирается депутатом Киевского городского совета. Становится активным участником Зелёного движения на Украине, с 1991 по 2006 года входил в руководство Партии зелёных Украины, ряда общественных организаций экологической направленности.
В 1998 году по списку ПЗУ избран народным депутатом Украины 3-го созыва. Работал первым заместителем председателя Комитета Верховной Рады Украины по вопросам строительства, транспорта и связи. Соавтор ряда законопроектов: «О почтовой связи», «О телекоммуникациях», «О радиочастотном ресурсе Украины» и другие. Сложил депутатские полномочия 22 февраля 2000.
Апрель 2002 — кандидат в народные депутаты Украины от ПЗУ, № 2 в списке. На время выборов: директор Института информационного общества, член ПЗУ.
Март 2006 — кандидат в народные депутаты Украины от ПЗУ, № 5 в списке. На время выборов: докторант Института экономического прогнозирования НАНУ, член ПЗУ.
Народный депутат Украины 6-го созыва с 23 ноября 2007 по 12 декабря 2012 от «Блока Юлии Тимошенко», № 95 в списке. На время выборов: директор института информационного общества, беспартийный. Первый заместитель председателя Комитета по вопросам социальной политики и труда.
С марта 2014 года — народный депутат Украины 7 созыва, фракция «Батькивщина».

## Награды и звания
Кавалер ордена «За заслуги» III степени (ноябрь 1998). Лауреат Государственной премии Украины в области науки и техники (2000).